# Club Deportivo Once Municipal
O  Club Deportivo Municipal Once foi uma equipe de futebol de El Salvador. Ele é apelidado como "canários" ou "tanque de fronteira". No Apertura de 2006 terminou como campeão.

## Títulos
- Campeão Nacional: 1948-1949, Apertura 2006
- 'Copa Presidente:'  2006